# 阿爾巴尼亞—爱尔兰關係
阿尔巴尼亚与爱尔兰共和国自1995年起正式建立外交关系。两国均无常驻大使。爱尔兰在雅典设有非常驻大使。阿尔巴尼亚在伦敦设有非常驻大使。两国均为欧洲外交关系理事会 地中海联盟 和欧洲安全与合作组织的成员。

## 历史
1945年第二次世界大战结束后，两国代表团曾举行会晤，寻求建立外交关系。会上，爱尔兰政府向当时的巴尔干国家提供了援助，以支持二战结束后巴尔干国家的贫困状况。 阿尔巴尼亚和爱尔兰之间的外交关系由阿尔巴尼亚驻英国大使馆负责， 而爱尔兰和阿尔巴尼亚之间的外交关系由爱尔兰驻希腊大使馆负责。 由于爱尔兰在世界各地的外交使团不断增加，且支持欧盟扩大议程，爱尔兰正寻求在西巴尔干地区开设一些外交使团。

## 高层访问
2019年2月，爱尔兰欧洲事务国务部长海伦·麦肯蒂访问阿尔巴尼亚。

## 经济关系
贸易额相对较低。2022年，爱尔兰向阿尔巴尼亚出口额为1220万美元，阿尔巴尼亚向爱尔兰出口额为313万美元。